# Akrylgrupp

Akrylgruppen.

Akrylgruppen är en funktionell grupp inom organisk kemi. Den ingår, ibland i modifierad form, i bland annat akrylsyra, akrylatjonen, akrylamid och akrylnitril.